# Rhodesian ridgeback

Tipi di cresta

Il Rhodesian Ridgeback è un cane di taglia grande, a pelo raso, di colore marrone (dal grano chiaro al grano scuro-rosso). La particolarità di questa razza è la cresta sul dorso (ridge), formata da pelo che cresce in direzione opposta al resto del mantello. È una delle principali razze crestate, le altre sono il Phu Quoc Ridgeback e il Thai Ridgeback.

## Storia
Il Rhodesian Ridgeback ha avuto origine dal cane aborigeno e primitivo noto come cane degli Ottentotti, un gruppo etnico dell'Africa sudoccidentale.

## Addestramento e carattere

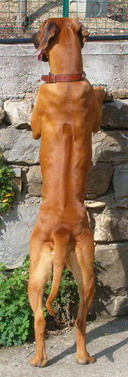
Un giovane Rhodesian Ridgeback di schiena

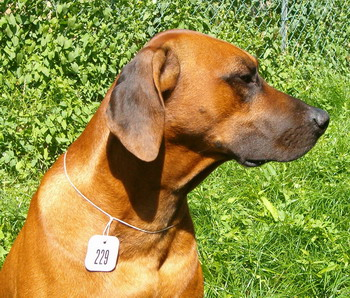
Profilo del Ridgeback

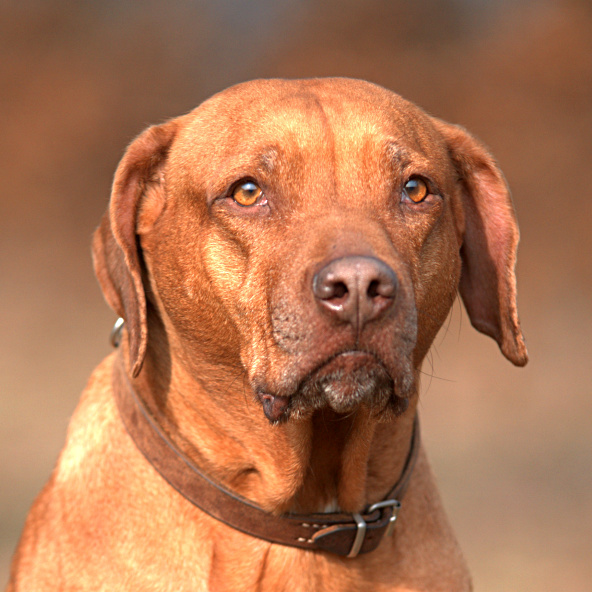
Esemplare di Rhodesian Ridgeback "livernose"

Esemplificazione dei VI gradi di presentazione del sinus dermoide tipico del Rhodesian Ridgeback

Compiti di questo cane al tempo erano essenzialmente la caccia, che veniva effettuata indossando particolari pantaloni, soprattutto a grosse prede tra cui il leone, da qui il famoso modo di dire "sei un cacciatore di leoni, proprio come il cane con i pantaloni", la guardia della proprietà e degli animali da allevamento e la protezione della famiglia, in particolare dei bambini. Questa selezione per scopi multipli ha fatto sì che oggi i Rhodesian Ridgeback (RR) possano essere impiegati con successo in varie attività, dalla compagnia all'agility, dalla guardia alla ricerca sportiva alle attività di utilità e difesa (u.d.) nonché a sport di morso come il mondioring ed altri sport cinofili.
Va sottolineato che il Rhodesian Ridgeback è un cane fortemente legato alla famiglia e che per nessun motivo deve vivere in solitudine, separato dai compagni umani con i quali stabilisce un legame profondo, fatto di lealtà, devozione e amore incondizionato. Il Rhodesian Ridgeback è più adatto in questo senso a vivere in appartamento che segregato in un giardino dove abbia pochi contatti con la famiglia e sia preda della noia.
È un cane dalla forte tempra e personalità, molto indipendente e intelligente. Essendo un cane dalle tendenze dominanti e di forte indole necessita di accurata socializzazione e attenta educazione. È consigliata in modo particolare la partecipazione a corsi collettivi di socializzazione ed educazione sin dai primi mesi, per iniziare un percorso di socializzazione ed educazione graduale e costante, che dovrà durare almeno fino al raggiungimento della maturità fisica e psichica del cane: si consiglia fino all'anno.
Assolutamente da evitare sistemi di addestramento violenti o coercitivi: il Rhodesian Ridgeback è un cane dotato di una forte tempra che mal si presta a sopportare tali metodi. Sicuramente più efficaci (oltre che più divertenti per cane e conduttore) risultano metodi che utilizzano come leva la grande motivazione del RR verso il gioco, il cibo e il desiderio di collaborare con il conduttore e, soprattutto i "complimenti" che adora.

### Utilizzo
I suoi antenati semiselvatici venivano usati specialmente per la protezione dei villaggi, delle carovane e dei bambini. Venivano utilizzati anche per la caccia a leopardi, babbuini e alla selvaggina veloce. Venivano usati per tenere occupato il leone durante la caccia fino a che non sopraggiungesse il cacciatore; ciò però era spesso causa della morte di molti cani. Non a caso è anche chiamato "The Lion Dog": Il cane leone.
Definito come cane “poliedrico per eccellenza”, pur non essendo uno specialista in nessuna disciplina cinofila, gli si può insegnare di tutto in quanto si tratta di una razza selezionata per lavorare e collaborare con l’uomo. È inoltre l’unico segugio che caccia sia a naso sia a vista.

## Standard di razza
Di seguito si riporta un estratto della traduzione dello standard ufficiale FCI.
Occorre sottolineare che esistono alcune differenze tra lo standard FCI e lo standard dell'American Kennel Club.

### Classificazione FCI
Classificato per lungo tempo fra i segugi e per qualche anno anche fra i cani da cerca, da riporto e da acqua. Ora fa parte del gruppo 6 (segugi, cani per pista di sangue e apparentati) e della sezione 3 (razze affini).

### Caratteristiche generali
Il Rhodesian Ridgeback è un cane di bell'aspetto, forte e muscoloso dotato di grande agilità, vivacità, grande resistenza e un'ottima velocità. Va privilegiata l'agilità, l'eleganza e la sostanza, piuttosto che la pesantezza. La caratteristica di questa razza è la cresta sul dorso (ridge, da cui il nome ridgeback), formata da pelo che cresce in direzione opposta al resto del mantello. La cresta è considerata l'emblema della razza, e come tale imprescindibile: essa deve essere ben definita, affusolata e simmetrica, con inizio immediatamente dietro le spalle e fine preferibilmente al punto di prominenza delle anche; deve inoltre contenere due sole corone identiche e opposte l'una all'altra.

### Comportamento
Di carattere dignitoso ed intelligente, riservato con gli estranei, senza però dar segni di aggressività né di timidezza. Ha un carattere molto forte che va ben formato attraverso un corretto addestramento e l'indispensabile socializzazione.

### Mantello
Pelo corto e fitto, liscio e brillante, di colore dal grano chiaro al grano rosso. Un po' di bianco sul petto e sulle dita è ammesso, così come è ammessa la maschera (muso e orecchie scure).

### Taglia
Altezze desiderabili nei maschi da 63 cm a 69 cm; nelle femmine da 61 cm a 66 cm.